# كاغا باندورو
كاغا باندورو هي مدينة، في جمهورية أفريقيا الوسطى، تقع في نانا-جريبيزي ، وهي عاصمتها، بلغ عدد سكانها 24,661 نسمة.

## المناخ
يظهر الجدول التالي التغييرات المناخية على مدار السنة لكاغا باندورو:
| البيانات المناخية لـكاغا باندورو         | البيانات المناخية لـكاغا باندورو | البيانات المناخية لـكاغا باندورو | البيانات المناخية لـكاغا باندورو | البيانات المناخية لـكاغا باندورو | البيانات المناخية لـكاغا باندورو | البيانات المناخية لـكاغا باندورو | البيانات المناخية لـكاغا باندورو | البيانات المناخية لـكاغا باندورو | البيانات المناخية لـكاغا باندورو | البيانات المناخية لـكاغا باندورو | البيانات المناخية لـكاغا باندورو | البيانات المناخية لـكاغا باندورو | البيانات المناخية لـكاغا باندورو |
| الشهر                                    | يناير                            | فبراير                           | مارس                             | أبريل                            | مايو                             | يونيو                            | يوليو                            | أغسطس                            | سبتمبر                           | أكتوبر                           | نوفمبر                           | ديسمبر                           | المعدل السنوي                    |
| ---------------------------------------- | -------------------------------- | -------------------------------- | -------------------------------- | -------------------------------- | -------------------------------- | -------------------------------- | -------------------------------- | -------------------------------- | -------------------------------- | -------------------------------- | -------------------------------- | -------------------------------- | -------------------------------- |
| متوسط درجة الحرارة الكبرى °م (°ف)        | 32.2 (90.0)                      | 33.9 (93.0)                      | 34 (93)                          | 32.8 (91.0)                      | 32 (90)                          | 30.5 (86.9)                      | 30.1 (86.2)                      | 31.8 (89.2)                      | 30.9 (87.6)                      | 31.9 (89.4)                      | 31.3 (88.3)                      | 31.2 (88.2)                      | 31.9 (89.4)                      |
| المتوسط اليومي °م (°ف)                   | 21 (70)                          | 23 (73)                          | 24.9 (76.8)                      | 25 (77)                          | 25 (77)                          | 24.1 (75.4)                      | 24.4 (75.9)                      | 25.8 (78.4)                      | 24.6 (76.3)                      | 25.1 (77.2)                      | 22.3 (72.1)                      | 20.8 (69.4)                      | 23.8 (74.9)                      |
| متوسط درجة الحرارة الصغرى °م (°ف)        | 9.9 (49.8)                       | 12.1 (53.8)                      | 15.9 (60.6)                      | 17.3 (63.1)                      | 18 (64)                          | 17.8 (64.0)                      | 18.7 (65.7)                      | 19.8 (67.6)                      | 18.4 (65.1)                      | 18.3 (64.9)                      | 13.4 (56.1)                      | 10.5 (50.9)                      | 15.8 (60.5)                      |
| الهطول مم (إنش)                          | 2 (0.1)                          | 7 (0.3)                          | 38 (1.5)                         | 61 (2.4)                         | 132 (5.2)                        | 157 (6.2)                        | 224 (8.8)                        | 242 (9.5)                        | 246 (9.7)                        | 167 (6.6)                        | 19 (0.7)                         | 2 (0.1)                          | 1٬297 (51.1)                     |
| المصدر: Climate-Data.org, altitude: 425m |                                  |                                  |                                  |                                  |                                  |                                  |                                  |                                  |                                  |                                  |                                  |                                  |                                  |